# Груп-кептен
Груп-кептен (англ. Group captain, Gp Capt.; голова групи)  чи Капітан групи — військове звання Королівських повітряних сил Великої Британії, а також держав, які використовують британську систему військових звань (Австралія, Нова Зеландія, Пакистан та інші). З'явилося у 1919 році, при заснуванні ВПС. За класифікацією держав членів НАТО належить до рангу OF-5.
В Великій Британії де ВПС окремий вид збройних сил, наряду з сухопутними силами і військово-морськими силами, кожен з видів збройних сил має свої особливі військові звання. Груп-кептен відповідає полковнику у сухопутних силах і морській піхоті, та капітану у ВМС.
Груп-кептен старше за рангом від вінг-командера, та молодше від комодора повітряних сил.

## Історія
Королівські повітряні сили (RAF) ведуть свою історію з початку офіційного формування 1 квітня 1918 року. Через рік після заснування нового виду збройних сил була затверджена нова система ієрархії власного зразка.
З 1 квітня 1918 по 31 липня 1919 у Королівських ВПС існувало звання полковник. Знаками розрізнення полковника ВПС були чотири смужки на рукаві, як у капітана флоту, але з орлом та короною над смужками. З 1919 року у Королівських повітряних силах вводяться власні військові звання, полковник авіації стає груп-кептом.

## Знаки розрізнення
В Королівських ВПС існують свої знаки розрізнення, не пов'язані зі знаками розрізнення Сухопутних сил і побудовані на комбінації смужок різної ширини, які схожі на знаки розрізнення Військово-морського флоту.
Знаками розрізнення груп-кептена є чотири смужки середнього розміру, розміщенні на погоні чи рукаві.
Авіація Військово-морських сил використовує знаки розрізнення, як і інші військовослужбовці ВМС (з додаванням емблеми авіації над смужками).